# Rida Cador
Rida Cador  est un coureur cycliste hongrois né le 25 mars 1981 à Tata.

## Biographie
Il commence sa carrière dans l'équipe hongroise P-Nívó Betonexpressz 2000 Corratec en 2006. L'année suivante, il remporte une étape du Tour de Szeklerland et termine troisième du classement final. En 2008, il gagne une étape du Tour de Roumanie et du même coup le classement général final.

Il a également remporté le titre de  Champion de Hongrie du contre-la-montre en 2009.

## Palmarès
- 2007
  - 2e étape du Tour de Szeklerland
  - 2e du GP P-Nívó 
  - 3e du Tour de Szeklerland
- 2008
  - Tour de Roumanie :
    - Classement général
    - 4e étape
- 2009
  -  Champion de Hongrie du contre-la-montre
  - 2e du championnat de Hongrie sur route
- 2011
  -  Champion de Hongrie sur route
- 2013
  - Grand Prix cycliste de Gemenc :
    - Classement général
    - 2e et 3e étapes

## Classements mondiaux
| Année           | 2007 | 2008 | 2009 | 2010 | 2011 | 2012 | 2013 |
| --------------- | ---- | ---- | ---- | ---- | ---- | ---- | ---- |
| UCI Europe Tour | 488e | 172e | 432e | 647e |      |      | 837e |